# Mühlbach (Elbbach)
Der Mühlbach ist ein knapp vier Kilometer langer linker und nordöstlicher Zufluss des Elbbaches im Westerwald. 

## Geographie

### Verlauf
Der Mühlbach entspringt auf einer Höhe von etwa 356 m ü. NHN in einem Wald südwestlich vom Hohlen Stein (412,6 m ü. NHN), direkt an der L 3280 nördlich des Elbtaler Ortsteils Elbgrund. 
Er fließt zunächst in Richtung Süden, rechts an einen Mischwald und links an einen Nadelwald grenzend. Nach etwa 300 Metern wechselt er in eine Waldwiese und bahnt sich einen Weg zwischen dem Buschberg (rechts) und dem Herbertshöhl (links). Etwas weiter südlich vom Buschberg befindet sich ein Basaltsteinbruch. Der Bach wird nun rechts von einer Wiese und links von Mischwald begrenzt. Er durchfließt nun einen kleinen Laubwald und befindet sich danach in einer Wiesenlandschaft. Er erreicht nun Elbgrund und passiert den Ort in Richtung Südwesten auf der Höhe der früheren Gemeinde Mühlbach. 
Sein Weg führt jetzt durch Felder und Wiesen westlich am Elbtaler Ortsteil Dorchheim vorbei und er mündet schließlich auf einer Höhe von etwa 175 m ü. NHN von links und Nordosten in den Elbbach.

### Flusssystem Elbbach
- Fließgewässer im Flusssystem Elbbach

### Dorf Mühlbach
Am Mühlbach lag die bis 1937 selbständige Gemeinde Mühlbach, die sich in diesem Jahr mit der weiter nördlich gelegenen Gemeinde Waldmannshausen zu Elbgrund zusammenschloss. 